# سلفة (يافع)

تعديل مصدري - تعديل

سلفة هي إحدى قرى عزلة لبعوس بمديرية يافع التابعة لمحافظة لحج، بلغ تعداد سكانها 864 نسمة حسب تعداد اليمن لعام 2004.